# Espigão Alto do Iguaçu
Espigão Alto do Iguaçu est une municipalité brésilienne située dans l'État du Paraná.